# ジェリー・ブラッカイマー・フィルムズ
ジェリー・ブラッカイマー・フィルムズ（Jerry Bruckheimer Films）は、アメリカ合衆国の独立系映画製作会社である。映画プロデューサーのドン・シンプソンと袂を分けた後、1995年に設立され、その後1996年にシンプソンが亡くなった。映画『パイレーツ・オブ・カリビアン』シリーズなどのヒット作を生み出した。

## ロゴ
同社のプロダクションロゴは、葉のない木に雷が落ちると葉が出るというものである。

## 歴史
長年のプロデューサーであるジェリー・ブラッカイマーは、1983年にドン・シンプソンと共同でドン・シンプソン/ジェリー・ブラッカイマー・フィルムズを設立し、当初はパラマウント・ピクチャーズの提携制作会社だった。ドン・シンプソン/ジェリー・ブラッカイマー・フィルムズは、『ビバリーヒルズ・コップ』や『バッドボーイズ』などのヒット作を製作した。パラマウント・ピクチャーズとの提携を解消した後、1991年にウォルト・ディズニー・スタジオに移籍し、その制作会社はディズニーの為に『クリムゾン・タイド』（1995年）や『ザ・ロック』（1996年）などのヒット作を制作している。
ジェリー・ブラッカイマー・フィルムズ（Jerry Bruckheimer Films）は、ブラッカイマーが元プロデューサーでパートナーのドン・シンプソンと袂を分けた後、1995年に設立。そのブランドでの最初の映画は、ニコラス・ケイジ主演の監督サイモン・ウェストのアクションスリラー映画『コン・エアー』（1997）である。 同社は現在、カリフォルニア州サンタモニカに本社を置いている。 ウォルト・ディズニー・ピクチャーズやタッチストーン・ピクチャーズと共同で映画を製作することも多い。
2013年からは、22年間にわたり提携したスタジオで働き、ディズニーからパラマウントに移籍していた。その後、2020年に独立した。

## 製作作品

### ドン・シンプソン/ジェリー・ブラッカイマー・フィルムズ名義（1983年 - ）

#### 1980年代
- フラッシュダンス Flashdance（1983）
- ビバリーヒルズ・コップ Beverly Hills Cop（1984）
- トップガン Top Gun（1986）
- ビバリーヒルズ・コップ2 Beverly Hills Cop II（1987）

#### 1990年代
- デイズ・オブ・サンダー Days of Thunder（1990）
- サイレントナイト/こんな人質もうこりごり The Ref（1994）
- バッドボーイズ Bad Boys（1995）
- クリムゾン・タイド Crimson Tide（1995）
- デンジャラス・マインド/卒業の日まで Dangerous Minds（1995）
- ザ・ロック The Rock（1996）

#### 2020年代
- バッドボーイズ フォー・ライフ Bad Boys For Life（2020）
- トップガン マーヴェリック Top Gun: Maverick（2022）[8]
- バッドボーイズ RIDE OR DIE Bad Boys Ride or Die（2024）
- ビバリーヒルズ・コップ: アクセル・フォーリー Beverly Hills Cop: Axel F（2024）

### ジェリー・ブラッカイマー・フィルムズ名義（1997年 - ）

#### 1990年代
- コン・エアー Con Air（1997）
- アルマゲドン Armageddon（1998）
- エネミー・オブ・アメリカ Enemy of the State（1998）

#### 2000年代
- 60セカンズ Gone in Sixty Seconds（2000）
- コヨーテ・アグリー Coyote Ugly（2000）
- タイタンズを忘れない Remember the Titans（2000）
- パール・ハーバー Pearl Harbor（2001）
- ブラックホーク・ダウン Black Hawk Down（2001）
- 9デイズ Bad Company（2002）
- カンガルー・ジャック Kangaroo Jack（2003）
- パイレーツ・オブ・カリビアン/呪われた海賊たち Pirates of the Caribbean: The Curse of the Black Pearl（2003）
- ヴェロニカ・ゲリン Veronica Guerin（2003）
- バッドボーイズ2バッド Bad Boys II（2003）
- キング・アーサー King Arthur（2004）
- ナショナル・トレジャー National Treasure（2004）
- パイレーツ・オブ・カリビアン/デッドマンズ・チェスト Pirates of the Caribbean: Dead Man's Chest（2006）
- デジャヴ Deja Vu（2006）
- グローリー・ロード Glory Road（2006）
- ナショナル・トレジャー リンカーン暗殺者の日記 National Treasure: Book of Secrets（2007）
- パイレーツ・オブ・カリビアン/ワールド・エンド Pirates of the Caribbean: At Worlds End（2007）
- お買いもの中毒な私! Confessions of a Shopaholic（2009）
- スパイアニマル・Gフォース G-Force（2009）

#### 2010年代
- プリンス・オブ・ペルシャ/時間の砂 Prince of Persia: The Sands of Time（2010）
- 魔法使いの弟子 The Sorcerer's Apprentice（2010）
- パイレーツ・オブ・カリビアン/生命の泉 Pirates of the Caribbean: On Stranger Tides（2011）
- ローン・レンジャー The Lone Ranger（2013）
- NY心霊捜査官 Deliver Us from Evil（2014）
- パイレーツ・オブ・カリビアン/最後の海賊 Pirates of the Caribbean: Dead Men Tell No Tales（2017）
- ホース・ソルジャー 12 Strong（2018）[9]
- ジェミニマン Gemini Man（2019）[10]

#### 2020年代
- シークレット・ヘッドクォーターズ Secret Headquarters（2022）
- アンジェントルメン The Ministry of Ungentlemanly Warfare（2024）
- ヤング・ウーマン・アンド・ザ・シー Young Woman and the Sea（2024）
- F1/エフワン F1（2025予定）